# Países Baixos nos Jogos Olímpicos de Inverno de 1952
Os Países Baixos competiu nos Jogos Olímpicos de Inverno de 1952, realizados em Oslo, Noruega.